# Rohrdorf, Rosenheim
Rohrdorf là một đô thị trong huyện Rosenheim ở Upper Bayern, Đức. It is located tại Inn valley.